# Boże, coś Polskę
Boże, coś Polskę je polská katolická duchovní píseň. Po získání samostatnosti Polska v roce 1918 soutěžila s Dąbrowského mazurkou o to stát se státní hymnou.

## Vznik a vývoj
Píseň vznikla z hymny Alojze Felińského (text) a Jana Nepomucena Piotra Kaszewského (hudba) složené na počest cara a krále Polského království (kongresového) „Boże, zachowaj Króla” uvedené roku 1816 (od roku 1818 pod názvem Pieśń narodowa za pomyślność króla) složené na objednávku velkoknížete Konstantina a určené Alexandru I. Tato hymna měla vzor v britské hymně God save the King. V původním textu Felińského byla slova: Naszego króla zachowaj nam Panie!, jako hold caru a králi Alexandru I. k výročí Polského království.
Již v následujícím roce se místo uvedeného verše neoficiálně začalo zpívat Naszą ojczyznę racz nam wrócić, Panie. Nápěv byl zjednodušen a upraven do podoby duchovní písně „Bądź pozdrowiona, Panienko Maryja”. Tato píseň začala fungovat mezi lidmi jako píseň konspirační a po porážce listopadového povstání se stala manifestací vlasteneckého cítění. K původním dvěma slokám byla v roce 1828 přidány další dvě z písně Hymnus do Boga o zachowanie wolności, jehož autorem był Antoni Gorecki. Současně se píseň začala zpívat na melodii staré fanfáry Bądź pozdrowiona, Panienko Maryjo, později na melodii Serdeczna Matko (autorem nejstarší verze byl Jan N. Kraszewski). Na území okupovaném Ruskem byla roku 1862 zakázaná. O rok později provázela lednové povstání a odtud pochází označení  Marseillaise roku 1863. Byla rychle přeložena do mnoha jiných jazyků.
Po získání nezávislosti (též po r. 1989) se již zpívalo Ojczyznę wolną pobłogosław Panie, zatímco v časech okupace a komunistické vlády zněla prosba o navrácení svobody: Ojczyznę wolną racz nam wrócić Panie.
Píseň může být interpretována z eschatologické perspektivy polského mesianismu: slovy Bůh a vlast evokuje příměr vztahu Boha a vyvoleného národa.
Původní text publikovaný v „Gazecie Warszawskiej” 20. července 1816:
Boże! Coś Polskę przez tak liczne wieki
Otaczał blaskiem potęgi i chwały
I tarczą swojej zasłaniał opieki
Od nieszczęść, które przywalić ją miały
Przed Twe ołtarze zanosim błaganie,
Naszego Króla zachowaj nam Panie!
Tyś, coś ją potem, tknięty jej upadkiem,
Wspierał walczącą za najświętszą sprawę,
I chcąc świat cały mieć jej męstwa świadkiem,
Wśród samych nieszczęść pomnożył jej sławę
Przed Twe ołtarze...
Ty, coś na koniec nowymi ją cudy
Wskrzesił i sławne z klęsk wzajemnych w boju
Połączył z sobą dwa braterskie ludy,
Pod jedno berło Anioła pokoju:
Przed Twe ołtarze...
Wróć nowej Polsce świetność starożytną
I spraw, niech pod Nim szczęśliwą zostanie
Niech zaprzyjaźnione dwa narody kwitną,
I błogosławią Jego panowanie;
Przed Twe ołtarze... 